# Антифашистський конгрес діячів культури
Антифаши́стський конгре́с діячі́в культу́ри у Льво́ві (16—17 травня 1936) — конгрес здебільшого совєтофільських представників інтелігенції Польщі, Західної України і Західної Білорусі, скликаний з ініціативи Комуністичної партії Польщі і Комуністичної партії Західної України для зміцнення єдиного Народного антифашистського фронту. Зібрав понад 100 відомих діячів культури.
На Антифашистському конгресі діячів культури виступили з антинацистськими промовами українські і польські письменники, зокрема москвофіли Галан Ярослав і Тудор Степан, противниця українських шкіл Василевська Ванда, Кручковський Леон, Гурська Галина, комуніст Гаврилюк Олександр, галицький письменник-комуніст Кузьма Пелехатий та інші діячі культури.
Схвалена одноголосно резолюція закликала інтелігенцію Польщі, Західної України і Західної Білорусі до участі у всенародній боротьбі проти нацизму, за припинення підготовки війни проти СРСР, за вільний розвиток науки і культури, засудив націоналізм та мілітаризм. Конгрес закінчився співом гімну комунізму — «Інтернаціоналу».
Разом із тим під враженням від Голодомору 1932—1933 та масових репресій в тоталітарному СРСР поза участю в конгресі залишилися широкі кола західноукраїнської інтелігенції, зокрема її еліта — науковці з НТШ у Львові.